# Argyrosticta atribrunnea
Argyrosticta atribrunnea là một loài bướm đêm trong họ Noctuidae.